# Pakistan na Letnich Igrzyskach Olimpijskich 2016
Pakistan na Letnich Igrzyskach Olimpijskich 2016, które odbyły się w Rio de Janeiro, reprezentowało 7 zawodników - 4 mężczyzn i 3 kobiety.
Był to siedemnasty start reprezentacji Pakistanu na letnich igrzyskach olimpijskich.

## Reprezentanci

### Judo
Mężczyźni
| Zawodnik          | Konkurencja | 1/32             | 1/16                | 1/8              | Ćwierćfinał      | Półfinał         | Repasaż          | Finał/BM | Finał/BM |
| Zawodnik          | Konkurencja | Przeciwnik Wynik | Przeciwnik Wynik    | Przeciwnik Wynik | Przeciwnik Wynik | Przeciwnik Wynik | Przeciwnik Wynik | Miejsce  |          |
| ----------------- | ----------- | ---------------- | ------------------- | ---------------- | ---------------- | ---------------- | ---------------- | -------- | -------- |
| Shah Hussain Shah | - 100 kg    | BYE              | Bloszenko P 000–100 | NQ               | NQ               | NQ               | NQ               | NQ       |          |

### Lekkoatletyka
Mężczyźni
| Zawodnik    | Konkurencja | Eliminacje | Eliminacje | Półfinał | Półfinał | Finał | Finał   |
| Zawodnik    | Konkurencja | Wynik      | Miejsce    | Wynik    | Miejsce  | Wynik | Miejsce |
| ----------- | ----------- | ---------- | ---------- | -------- | -------- | ----- | ------- |
| Mehboob Ali | 400 m       | 48,37      | 6.         | NQ       | NQ       | NQ    | NQ      |

Kobiety
| Zawodniczka   | Konkurencja | Eliminacje | Eliminacje | Półfinał | Półfinał | Finał | Finał   |
| Zawodniczka   | Konkurencja | Wynik      | Miejsce    | Wynik    | Miejsce  | Wynik | Miejsce |
| ------------- | ----------- | ---------- | ---------- | -------- | -------- | ----- | ------- |
| Najma Parveen | 200 m       | 26,11      | 8.         | NQ       | NQ       | NQ    | NQ      |

### Pływanie
Mężczyźni
| Zawodnik     | Konkurencja           | Eliminacje | Eliminacje | Półfinał | Półfinał | Finał | Finał   |
| Zawodnik     | Konkurencja           | Czas       | Miejsce    | Czas     | Miejsce  | Czas  | Miejsce |
| ------------ | --------------------- | ---------- | ---------- | -------- | -------- | ----- | ------- |
| Haris Bandey | 400 m stylem dowolnym | 4:33,13    | 50.        | —        | —        | NQ    | NQ      |

Kobiety
| Zawodnik    | Konkurencja          | Eliminacje | Eliminacje | Półfinał | Półfinał | Finał | Finał   |
| Zawodnik    | Konkurencja          | Czas       | Miejsce    | Czas     | Miejsce  | Czas  | Miejsce |
| ----------- | -------------------- | ---------- | ---------- | -------- | -------- | ----- | ------- |
| Lianna Swan | 50 m stylem dowolnym | 29,02      | 64.        | NQ       | NQ       | NQ    | NQ      |

### Strzelectwo
Mężczyźni
| Zawodnik              | Konkurencja                  | Kwalifikacje | Kwalifikacje | Finał  | Finał   |
| Zawodnik              | Konkurencja                  | Punkty       | Miejsce      | Punkty | Miejsce |
| --------------------- | ---------------------------- | ------------ | ------------ | ------ | ------- |
| Ghulam Mustafa Bashir | pistolet szybkostrzelny 25 m | 571          | 18.          | NQ     | NQ      |

Kobiety
| Zawodniczka   | Konkurencja               | Kwalifikacje | Kwalifikacje | Finał  | Finał   |
| Zawodniczka   | Konkurencja               | Punkty       | Miejsce      | Punkty | Miejsce |
| ------------- | ------------------------- | ------------ | ------------ | ------ | ------- |
| Minhal Sohail | karabin pneumatyczny 10 m | 413,2        | 28.          | NQ     | NQ      |